# ŽKK Mladi Krajišnik
Lo Ženski košarkaški klub Mladi Krajišnik, noto anche come ŽKK Mladi Krajišnik (in serbo: Женски кошаркашки клуб Млади Крајишник), è una società professionistica di pallacanestro femminile con sede a Banja Luka, nella Repubblica Serba di Bosnia ed Erzegovina. Fondato nel 1963, il club ha iniziato a competere nella Prima Lega jugoslava nel 1964. Gioca le partite casalinghe nel Palazzetto dello Sport di Obilićevo, che ha una capienza di 800 spettatori. È considerato il club di maggior successo della Repubblica Serba e attualmente partecipa al campionato della Bosnia ed Erzegovina. Il soprannome del club è “Le Piccole”, (Malene in serbo), e il suo sponsor è Meridianbet.
Il suo palmarès comprende 19 Coppe e nove titoli di campione della Repubblica Serba, oltre a quattro titoli nazionali e quattro Coppe di Bosnia ed Erzegovina. Il club è stato nominato due volte miglior club sportivo della Repubblica Serba di Bosnia ed Erzegovina, nel 1996 e nel 1997, ed è stato eletto miglior squadra di Banja Luka in sei occasioni. Per quanto riguarda le competizioni europee, il club ha partecipato alla Coppa Ronchetti, alla Copa Europea e alla Lega Adriatica Femminile (WABA).

## Storia
Il club ŽKK Mladi Krajišnik fu fondato il 25 maggio 1963. L'anno successivo entrò a far parte della Prima Divisione della Jugoslavia, da cui retrocesse tre volte fino al 1972. Tra il 1974 e il 1991, il club militò ininterrottamente nella Prima Divisione della Repubblica Socialista Federale di Jugoslavia. Successivamente, tra il 1992 e il 1995, partecipò alla Prima Divisione della Repubblica Federale di Jugoslavia, da cui retrocesse nello stesso anno nella Prima Divisione B. Nel 1997 fece ritorno nella massima serie, conquistando il secondo posto nel campionato jugoslavo nella stessa stagione. Rimase nel campionato jugoslavo fino al 1999. Lo ŽKK Mladi Krajišnik è l’unico club, oltre alla Crvena Zvezda, ad aver mantenuto così a lungo il proprio status nella Prima Divisione jugoslava.
Dal 1993, lo ŽKK Mladi Krajišnik ha partecipato al campionato della Republika Srpska, dove ha dominato con nove titoli consecutivi. A partire dalla stagione 1999-2000, il club ha iniziato a competere nel campionato congiunto della Bosnia ed Erzegovina, vincendo il titolo già nell’anno d’esordio. Nei decenni successivi, si è affermato come una delle istituzioni di pallacanestro femminile più titolate del Paese, accumulando un totale di 35 trofei in 25 anni.

## Nomi
- 1964-1985 Mladi krajišnik
- 1985-1988 Krajina Auto Mladi Krajišnik
- 1988-1992 Krajina Auto
- 1997-1998 Port Mladi Krajišnik

## Palmarès
Campionato della Repubblica Federale di Jugoslavia
- vicecampione (1): 1997-1998

Campionato della Bosnia-Erzegovina
- campione (4): 1999-2000, 2000-2001, 2010-2011, 2012-2013

Coppa di Bosnia ed Erzegovina
- campione (4): 2000, 2007, 2008, 2012

Campionato della Repubblica Serba
- campione (9): 1992-1993, 1993-1994, 1994-1995, 1995-1996, 1996-1997, 1997-1998, 1998-1999, 1999-2000, 2000-2001

Coppa della Repubblica Serba
- campione (19): 1993, 1994, 1995, 1996, 1997, 1998, 1999, 2000, 2003, 2005, 2006, 2007, 2008, 2009, 2010, 2011, 2012, 2013, 2014

## Ex cestiste di rilievo
| - Mersada Bećirspahić - Velinka Bošnjak - Milica Deura - Irena Vrančić - Ivona Bogoje - Marijana Bušljeta | - Mirjana Kovčo - Biljana Pavićević - Anđelija Arbutina - Jadranka Ćosić - Saša Čađo - Slađana Golić | - Gordana Janjić - Ana Joković - Lara Mandić - Marina Marković - Smilja Rađenović | - Snežana Šipka - Lena Trajkovski - Daliborka Vilipić - Sanda Vuković - Dragoslava Žakula |